# مری شیل
بانو مری لئنورا وولف شیل (به انگلیسی: Lady Mary Leonora Woulfe Sheil) همسر جاستین شیل سفیر انگلستان در اوائل دوره پادشاهی ناصرالدین شاه است. مری شیل دختر یک بارون ایرلندی به نام استفان وولف بود که در خزانه‌داری ایرلند کار می‌کرد. او به همراه همسرش از ۱۸۴۹ تا ۱۸۵۳ در ایران بوده و در بسیاری سفرها به نقاط مختلف ایران همسرش را همراهی کرده‌است. افزون بر این او با برخی زنان درباری ازجمله مهدعلیا مادر ناصرالدین شاه در ارتباط بوده‌است.
او در سال ۱۸۵۶ کتابی با عنوان جلوه‌هایی از زندگی و آداب و رسوم ایران (به انگلیسی: Glimpses of Life and Manners in Persia) از خاطرات سفر خود در ایران منتشر کرد که این کتاب در ایران با عنوان خاطرات لیدی شیل انتشار یافت. این کتاب حاوی نکات بسیاری در مورد آداب و رسوم ایرانیان و وضع زندگی زنان ایرانی در دوره قاجار است.